# Harry Wennberg (företagare)
Seth Harry Rudolf Wennberg, född 4 mars 1872 i Göteryds socken, död 4 januari 1927 i Stockholm, var en svensk affärsman och filatelist.
Harry Wennberg var son till ingenjören Wilhelm Wennberg och Augusta Wilhelmina Millrath. Han grundade 1892 egen affär i Stockholm i frimärksbranschen. Den ombildades senare till AB Harry Wennberg, vars ledare han var till sin död. Han var en framstående filatelist och hans företag på sin tid det inom branschen mest betydande i Sverige. Under många år var han även en av de ledande männen inom Sveriges filatelistförening. Från 1924 var han generalkonsul för Panama. Wennberg var varmt intresserad för Sveriges försvar och arbetade energiskt för landstormens utbyggande och bibehållande under och efter första världskriget. Bland annat var han upphovsman till landstormsfrimärkena och 1916–1920 en av de ledande krafterna inom Kronprinsessan Margaretas förening för landstormens beklädnad. När riksdagen efter krigets slut drog in anslaget till landstormen, grundade Wennberg 1921 Centralförbundets för landstormens bevarande garantiförening. 1925 var han redaktör för Landstormsmannen. Vidare bildade han den så kallade KG-kommittén, som insamlade medel för inköp av kulsprutor åt armén. Han var även verksam för att förse de svenska piloterna med fallskärmar. Från 1918 var han propagandachef och kassaförvaltare i styrelsen för Svenska flaggans dag, varjämte han startade den så kallade Feriehemsfonden för upprättande av sommarhem åt skolungdom i Stockholm. Wennberg är gravsatt på Norra begravningsplatsen utanför Stockholm.